# Entertainment.ie
entertainment.ie – irlandzka rozrywkowa strona internetowa, której wydawcą jest Entertainment Media Networks. Serwis był notowany w rankingu Alexa na miejscu 111 457 (2020).

## Historia
Strona internetowa została utworzona w 1996 roku. W 2007 roku 30% udziałów wartych 1,5 miliona euro zostało wykupionych przez dziennik The Irish Times. Sprzedaży towarzyszył wybór nowego prezesa wykonawczego, którym został Dermot Hanrahan.

## Nagrody
| Rok  | Nagroda              | Kategoria                              | Wynik     |
| ---- | -------------------- | -------------------------------------- | --------- |
| 2005 | Irish Internet Award | Best Entertainment Website             | Wygrana   |
| 2006 | Digital Media Award  | Best Information Site (Non-Commercial) | Wygrana   |
| 2006 | Digital Media Award  | Best Entertainment Site                | Nominacja |
| 2012 | WebAward             | Best Entertainment                     | Wygrana   |
| 2012 | WebAward             | Best Website in Ireland                | Wygrana   |
| 2012 | Eircom Spider        | Best Entertainment                     | Wygrana   |